# Boris Sołomatin
Boris Aleksandrowicz Sołomatin (ros. Борис Александрович Соломатин, ur. 31 października 1924 w Odessie, zm. 21 grudnia 2005) – radziecki wywiadowca, generał major KGB.

## Życiorys
W 1942 skończył szkołę średnią w Tbilisi i wstąpił do Armii Czerwonej, uczył się na kursie w tbiliskiej szkole artylerii, w bitwie pod Kurskiem 1943 dowodził plutonem. Później walczył na 1 i 2 Froncie Białoruskim, brał udział w walkach o Mińsk, Białystok, Prusy Wschodnie i Pomorze, po wojnie został pomocnikiem szefa wydziału wywiadowczego pułku w stopniu starszego porucznika, w 1946 został zdemobilizowany. W 1951 ukończył Moskiewski Państwowy Instytut Stosunków Międzynarodowych, po czym został skierowany do pracy w MSZ ZSRR, a faktycznie w wywiadzie – pracował w rezydenturze I Zarządu Głównego w Delhi pod przykrywką jako attaché i później sekretarz ambasady, pomiędzy 1959 a 1960 uczył się w Szkole KGB nr 101. W latach 1960–1963 był rezydentem KGB w Delhi, 1963–1965 pracownikiem 1 Oddziału I Zarządu Głównego KGB, 1965–1968 głównym rezydentem KGB w Waszyngtonie, a 1968–1971 zastępcą szefa I Zarządu Głównego KGB ds. Bliskiego i Środkowego Wschodu i Afryki. W 1970 otrzymał stopień generała majora, w latach 1971–1975 był głównym rezydentem KGB w Nowym Jorku pod przykrywką jako zastępca stałego przedstawiciela ZSRR przy ONZ, 1975–1976 był zastępcą kierownika Wydziału Państw Bliskiego Wschodu MSZ ZSRR, a 1976–1982 rezydentem KGB w Rzymie pod przykrywką jako poseł-radca Ambasady ZSRR we Włoszech.

## Odznaczenia
- Order Czerwonego Sztandaru (dwukrotnie)
- Order Czerwonego Sztandaru Pracy
- Order Wojny Ojczyźnianej I klasy
- Order Czerwonej Gwiazdy (dwukrotnie, 1945)

I odznaczenia resortowe.